# Hurbanovo
Hurbanovo (em húngaro: Ógyalla; alemão: Altdala) é uma cidade da Eslováquia, situada no distrito de Komárno, na região de Nitra. Tem 59,94 km² de área e sua população em 2018 foi estimada em 7.472 habitantes.

## Demografia
| Ano:        | 1994 | 2004   | 2014   | 2024   |
| ----------- | ---- | ------ | ------ | ------ |
| Broj ljudi: | 7894 | 8041   | 7605   | 7178   |
| Razlika:    |      | +1,86% | -5,42% | -5,61% |

| Ano:               | 2023 | 2024   |
| ------------------ | ---- | ------ |
| Número de pessoas: | 7222 | 7178   |
| Diferença:         |      | -0,60% |